# Крейг, Джордж
Джордж Крейг (англ. George Craig, родился 11 июля 1990 года) — модель и фронтмэн инди-рок группы One Night Only из Северного Йоркшира.

## Музыка
Джордж присоединился к One Night Only в 2003 году. Группа была в первой десятке хит-парада благодаря Just For Tonight в 2008 году, и вскоре после этого ребята выпустили свой первый альбом Started A Fire. Следующий сингл альбома был It’s About Time, который наметил на номер #37 и оставался в чартах в течение 1 недели. В июле 2008 было переиздание сингла You and Me, который не смог достичь вершины топ-40, заняв 46 место. Затем группа взяла перерыв для записи альбома. Они объявили об уходе барабанщика Сэма Форда, и на замену ему пришёл брат Джорджа — Джеймс Крейг. В мае 2010 One Night Only выпустили свой первый сингл второго альбома, Say You Don’t Want It. Группа записывала видео совместно с Эммой Уотсон, после того, как они встретились на фотосессии кампании Burberry. Видео снимали в Нью-Йорке. Группа выпустила свой второй альбом — One Night Only — в августе 2010 года. Затем One Night Only выпустили Can You Feel It? как сингл кампании Coca-Сola в 2011 году. Он был использован в телевизионной рекламе Coca-Cola по всему миру. 4 мая 2012 года группа выпустила сингл Long Time Coming вместе с Burberry, в качестве рекламы коллекции очков.

## Карьера модели
Джордж впервые был моделью для Burberry в 2008 году для коллекции Весна / Лето. Он также появился вместе с Эммой Уотсон и музыкантами Мэттом Гилмор и Максом Хёрдом в 2010 году, и так же для коллекции Burberry Весна / Лето.
В настоящее время Джордж представляет очки кампании Burberry.

## Личная жизнь
В 2010 году встречался с Эммой Уотсон. Пара познакомилась на съемках для коллекции Burberry. Так же Эмма приняла участие в видеоклипе One Night Only — Say You Don’t Want It.
С 2011—2015 год состоял в отношениях с участницей британского шоу The X Factor — Дианной Викерс. На сегодняшний день встречается с Fashion-блогершей Megan Ellaby.